# Chavagnes
Ne doit pas être confondu avec Chavagnes-en-Paillers.
Cet article possède un paronyme, voir Chavanges.
Chavagnes (appelée parfois Chavagnes-les-eaux) est une ancienne commune française située dans le département de Maine-et-Loire, en région Pays de la Loire, devenue le 1er janvier 2017 une commune déléguée de la commune nouvelle de Terranjou.

## Géographie

### Localisation
Ce village angevin de l'ouest de la France se situe dans le Saumurois, dans la région des coteaux du Layon, sur la route D 748 qui traverse le village du nord (Notre-Dame-d'Allençon) au sud (Martigné-Briand).
Le territoire du Saumurois est la petite région qui couvre la partie sud-est de Maine-et-Loire, délimitée au nord par la Loire et à l'ouest par le Layon.

### Aux alentours
Les communes les plus proches sont Notre-Dame-d'Allençon (4 km), Bellevigne-en-Layon (4 km), Martigné-Briand (4 km), Luigné (5 km), Brigné (6 km), Aubigné-sur-Layon (6 km), Saulgé-l'Hôpital (6 km), Les Alleuds (6 km).

### Géologie et relief
L'altitude de la commune varie de 41 à 98 mètres, pour une altitude moyenne de 70 mètres. L'Anjou méridional se compose à l'Est (Saumurois) de terrains secondaires et tertiaires. On est sur une plaine sédimentaire aux plateaux peu élevés, et généralement calcaires, qui encadrent la vallée de la Loire.
Sa superficie est de plus de 16 km2 (1 621 hectares).

### Hydrographie
On trouve sur son territoire le ruisseau de Pascalette, qui rejoint l'étang aux Moines. Le Layon (rivière) passe à quelques kilomètres à l'ouest, sur la commune voisine de Bellevigne-en-Layon. Chavagnes se situe sur l'unité paysagère du Couloir du Layon.

### Climat
Son climat est tempéré, de type océanique. Le climat angevin est particulièrement doux, du fait de sa situation entre les influences océaniques et continentales. Généralement les hivers sont pluvieux, les gelées rares et les étés ensoleillés.

## Urbanisme
Morphologie urbaine : Le village s'inscrit dans un territoire essentiellement rural.
En 2013, on trouvait 502 logements sur la commune de Chavagnes, dont 88 % étaient des résidences principales, pour une moyenne sur le département de 90 %, et dont 85 % des ménages en étaient propriétaires.

## Toponymie
Le nom de « Chavagnes » aurait pour origine Capanna qui signifie hutte. On retrouve plusieurs formes anciennes, comme Cavania en 680, Chavangnae en 1020, Chavagnae en 1080, Cavagniae en 1119, Chaveignes en 1300, Chaveignes-sur-Thouarcé en 1458, Chavagnes-sous-Thouarcé en 1780, puis Chavagnes-les-Eaux (à cause de ses sources), Chavagne en 1793 et Chavagnes en 1801.
Aujourd'hui, le nom officiel de la commune est « Chavagnes », bien que la municipalité utilise aussi celui de « Chavagnes-les-Eaux » ; commune également mentionnée sous ce nom dans l'édition révisée de 1965 du Célestin Port ou dans la presse locale.
D'autres communes possèdent le nom de « Chavagnes » : Chavagnes-en-Paillers en Vendée (85250) et Chavagnes-les-Redoux également en Vendée (85390). À ne pas confondre non plus avec Chavagne qui se trouve en Ille-et-Vilaine.
Nom des habitants (gentilé) : les Chavagnais.

## Histoire

Carte de l'Anjou au XVIIIe siècle.

### Préhistoire
Des ossements de mammifères marins ont été retrouvés sur la commune, dans les carrières de faluns miocènes.

### Antiquité
Chavagnes est une ancienne ville. La villa aux temps gallo-romains est importante et comprend deux églises ou chapelles, l'une dédiée à Notre-Dame et l'autre à saint Gervais.

### Moyen Âge
Au Moyen Âge, la seigneurie relève de Blaison.
Le domaine entier appartient au VIIe siècle à l'évêque du Mans. Chavagnes sera ensuite érigée en paroisse distincte.

### Ancien Régime
À la veille de la Révolution française, Chavagnes dépend de la sénéchaussée d'Angers. La paroisse fait partie du doyenné de Chemillé (diocèse d'Angers) et de l'élection d'Angers.

### Époque contemporaine
À la réorganisation administrative qui suit la Révolution, Chavagnes est intégré en 1790 au canton de Thouarcé et au district de Vihiers, puis en 1800 à l'arrondissement de Saumur, et un peu plus tard à l'arrondissement d'Angers.
Comme dans le reste de la région, à la fin du XVIIIe siècle se déroule la guerre de Vendée, qui marquera de son empreinte le pays tout entier.
En 1836 est découvert sur la commune, aux Châtres près du hameau du Sablon, tout un appareil de culte d'un temple romain,.
Pendant la Première Guerre mondiale, trente-et-un habitants perdent la vie. Lors de la Seconde Guerre mondiale, cinq habitants sont tués.
Le 1er janvier 2017, Chavagnes, Martigné-Briand et Notre-Dame-d'Allençon, se regroupent pour former la commune nouvelle de Terranjou. Chavagnes en devient une commune déléguée.

## Politique et administration

### Administration municipale

#### Administration actuelle
Depuis le 1er janvier 2017 Chavagnes constitue une commune déléguée au sein de la commune nouvelle de Terranjou et dispose d'un maire délégué.
| Période                                  | Période                        | Identité            | Étiquette | Qualité |
| ---------------------------------------- | ------------------------------ | ------------------- | --------- | ------- |
| janvier 2017                             | février 2017                   | Jean-Pierre Cochard |           |         |
| février 2017                             | novembre 2019 (démissionnaire) | Jean-Noël Duveau    |           |         |
| janvier 2020                             | mars 2020                      | Dominique Oger      |           |         |
| mars 2020                                | en cours                       | Jean-Louis Roulet   |           |         |
| Les données manquantes sont à compléter. |                                |                     |           |         |

#### Administration ancienne
La commune est créée à la Révolution (Chavagne puis Chavagnes). Le conseil municipal de Chavagnes est composé de 15 élus.
| Période                                  | Période       | Identité            | Étiquette | Qualité                   |
| ---------------------------------------- | ------------- | ------------------- | --------- | ------------------------- |
| Les données manquantes sont à compléter. |               |                     |           |                           |
| 1995                                     | 2001          | Joseph Angebault    |           | Menuisier                 |
| 2001                                     | 2006          | Maurice Barreau     |           | Commissaire divisionnaire |
| 2006                                     | décembre 2016 | Jean-Pierre Cochard |           | Agriculteur               |

### Ancienne situation administrative

#### Intercommunalité
Chavagnes était intégrée à la communauté de communes des Coteaux du Layon. Cette structure intercommunale créée en 1994 regroupait douze communes, dont Faveraye-Mâchelles, Faye-d'Anjou, Martigné-Briand, Notre-Dame-d'Allençon et Thouarcé, elle-même membre du syndicat mixte Pays de Loire en Layon, structure administrative d'aménagement du territoire comprenant quatre communautés de communes : Coteaux-du-Layon, Gennes, Loire-Layon et Vihiersois-Haut-Layon.
À la suite de la révision du schéma départemental de coopération intercommunale, le 1er janvier 2017 les communautés de communes Loire-Layon, Coteaux du Layon et Loire Aubance fusionnent dans la communauté de communes Loire Layon Aubance.

#### Autres circonscriptions
Jusqu'en 2014, la commune fait partie du canton de Thouarcé et de l'arrondissement d'Angers,. Le canton de Thouarcé compte alors dix-sept communes, dont Faye-d'Anjou, Luigné, Notre-Dame-d'Allençon, et Thouarcé. C'est l'un des quarante et un cantons que compte le département ; circonscriptions électorales servant à l'élection des conseillers généraux, membres du conseil général du département. Dans le cadre de la réforme territoriale, un nouveau découpage territorial pour le département de Maine-et-Loire est défini par le décret du 26 février 2014. Le canton de Thouarcé disparait et la commune est rattachée au canton de Chemillé-Melay, avec une entrée en vigueur au renouvellement des assemblées départementales de 2015.
Chavagnes faisait partie de la quatrième circonscription de Maine-et-Loire, composée de six cantons dont Montreuil-Bellay et Vihiers ; la quatrième circonscription de Maine-et-Loire étant l'une des sept circonscriptions législatives que compte le département.

### Jumelages et partenariats
La commune de Chavagnes ne comporte pas de jumelage.

## Population et société

### Démographie

#### Évolution démographique
L'évolution du nombre d'habitants est connue à travers les recensements de la population effectués dans la commune depuis 1793. À partir du 1er janvier 2009, les populations légales des communes sont publiées annuellement dans le cadre d'un recensement qui repose désormais sur une collecte d'information annuelle, concernant successivement tous les territoires communaux au cours d'une période de cinq ans. 
Pour les communes de moins de 10 000 habitants, une enquête de recensement portant sur toute la population est réalisée tous les cinq ans, les populations légales des années intermédiaires étant quant à elles estimées par interpolation ou extrapolation. Pour la commune, le premier recensement exhaustif entrant dans le cadre du nouveau dispositif a été réalisé en 2006,.
En 2014, la commune comptait 1 262 habitants, en évolution de +25,32 % par rapport à 2009 (Maine-et-Loire : +3,3 %, France hors Mayotte : +2,49 %).
| 1793  | 1800 | 1806  | 1821  | 1831  | 1836  | 1841  | 1846  | 1851  |
| ----- | ---- | ----- | ----- | ----- | ----- | ----- | ----- | ----- |
| 1 250 | 822  | 1 079 | 1 192 | 1 171 | 1 151 | 1 187 | 1 190 | 1 167 |

| 1856  | 1861  | 1866  | 1872  | 1876  | 1881 | 1886 | 1891 | 1896 |
| ----- | ----- | ----- | ----- | ----- | ---- | ---- | ---- | ---- |
| 1 113 | 1 069 | 1 043 | 1 016 | 1 012 | 987  | 980  | 917  | 868  |

| 1901 | 1906 | 1911 | 1921 | 1926 | 1931 | 1936 | 1946 | 1954 |
| ---- | ---- | ---- | ---- | ---- | ---- | ---- | ---- | ---- |
| 901  | 891  | 892  | 809  | 799  | 830  | 831  | 810  | 838  |

| 1962 | 1968 | 1975 | 1982 | 1990 | 1999 | 2006 | 2011  | 2014  |
| ---- | ---- | ---- | ---- | ---- | ---- | ---- | ----- | ----- |
| 787  | 792  | 713  | 702  | 695  | 777  | 910  | 1 107 | 1 262 |

#### Pyramide des âges
La population de la commune est relativement jeune. Le taux de personnes d'un âge supérieur à 60 ans (16,4 %) est en effet inférieur au taux national (21,8 %) et au taux départemental (21,4 %).
Contrairement aux répartitions nationale et départementale, la population masculine de la commune est supérieure à la population féminine (51,1 % contre 48,7 % au niveau national et 48,9 % au niveau départemental).
La répartition de la population de la commune par tranches d'âge est, en 2008, la suivante :
- 51,1 % d’hommes (0 à 14 ans = 25,6 %, 15 à 29 ans = 15,5 %, 30 à 44 ans = 26,7 %, 45 à 59 ans = 17,6 %, plus de 60 ans = 14,6 %) ;
- 48,9 % de femmes (0 à 14 ans = 24,7 %, 15 à 29 ans = 15,1 %, 30 à 44 ans = 26,3 %, 45 à 59 ans = 15,7 %, plus de 60 ans = 18,2 %).

| Hommes | Classe d’âge | Femmes |
| ------ | ------------ | ------ |
| 0,2    | 90 ans ou +  | 0,2    |
| 4,7    | 75 à 89 ans  | 6,5    |
| 9,7    | 60 à 74 ans  | 11,5   |
| 17,6   | 45 à 59 ans  | 15,7   |
| 26,7   | 30 à 44 ans  | 26,3   |
| 15,5   | 15 à 29 ans  | 15,1   |
| 25,6   | 0 à 14 ans   | 24,7   |

| Hommes | Classe d’âge | Femmes |
| ------ | ------------ | ------ |
| 0,4    | 90 ans ou +  | 1,1    |
| 6,3    | 75 à 89 ans  | 9,5    |
| 12,1   | 60 à 74 ans  | 13,1   |
| 20,0   | 45 à 59 ans  | 19,4   |
| 20,3   | 30 à 44 ans  | 19,3   |
| 20,2   | 15 à 29 ans  | 18,9   |
| 20,7   | 0 à 14 ans   | 18,7   |

### Vie locale
Située dans l'académie de Nantes, la commune compte deux écoles maternelle et primaire. Il n’y a pas de collège sur la commune, la plupart des enfants vont ensuite à ceux de Thouarcé. Sont également présents, une bibliothèque, une agence postale, un bar tabac hôtel restaurant, un dépôt-vente, un coiffeur et un boulanger.
La plupart des structures et professionnels de la santé se trouvent à Thouarcé, siège de la communauté de communes. L'hôpital local le plus proche se trouve à Martigné-Briand.
Un service de ramassage des ordures ménagères (collecte sélective) est assuré par le SMITOM du Sud Saumurois. On ne trouve qu'une seule déchèterie sur le territoire de l'intercommunalité, située au Bottereau à Thouarcé.
Transports en commun : la commune est desservie par une ligne d’autobus du réseau interurbain de Maine-et-Loire AnjouBus, la ligne 18 (Angers Vihiers).
Il n'existe pas de réseau ferroviaire desservant Chavagnes. La gare de TER la plus proche se situe à Chemillé (ligne Angers - La Possonnière - Cholet).

## Économie

### Tissu économique
À fin 2009, 72 établissements étaient présents sur la commune, dont 32 % relevaient du secteur de l'agriculture (pour une moyenne de 18 % sur le département). L'année suivante, en 2010, sur 78 établissements présents sur la commune, 30 % relevaient du secteur de l'agriculture (pour une moyenne de 17 % sur le département), 4 % du secteur de l'industrie, 17 % du secteur de la construction, 42 % de celui du commerce et des services et 8 % du secteur de l'administration et de la santé.
Sur 89 établissements présents sur la commune à fin 2014, 18 % relevaient du secteur de l'agriculture (pour une moyenne de 11 % sur le département), 6 % du secteur de l'industrie, 14 % du secteur de la construction, 52 % de celui du commerce et des services et 11 % du secteur de l'administration et de la santé.

### Agriculture

Vignobles de la vallée de la Loire.
(Cliquez pour agrandir)

Situé dans la région des vignobles du Val de Loire, Chavagnes se trouve dans l'appellation d'origine contrôlée Anjou, et dans celle des vins des coteaux-du-layon.
Liste des AOC viticoles sur la commune :
- Anjou blanc, Anjou gamay, Anjou gamay nouveau ou primeur, Anjou mousseux blanc, Anjou mousseux rosé, Anjou rouge, Anjou Villages,
- Cabernet d'Anjou, Cabernet d'Anjou nouveau ou primeur,
- Coteaux du Layon, Coteaux du Layon Sélection de grains nobles,
- Crémant de Loire blanc, Crémant de Loire rosé,
- Rosé d'Anjou, Rosé d'Anjou nouveau ou primeur, Rosé de Loire.

### Industrie
Rachetée en 2007 par Richel Group, la société Dimac n'est plus implantée à Chavagnes. Spécialisée dans les équipements de serre, elle intervenait en tant que bureau d'études et ensemblier.

## Culture locale et patrimoine

### Lieux et monuments
La commune de Chavagnes comporte une inscription au Patrimoine.
- L'église Saint-Germain : église de paroisse rurale conçue sur un modèle néogothique dû à Magloire Tournessac, et classée Monument historique par arrêté du 01/09/2006[47].
La construction initiale date du XIVe siècle[18]. Reconstruite entre 1850 et 1853, elle se distingue par ses peintures murales. Leur réalisation fut confiée en 1865 à Joseph Bourigaud, prêtre et professeur de dessin. S'étant retiré au monastère de Ligugé, il ne termine pas son œuvre, qu’il confie à François Dubois. C’est après avoir peint la cathédrale d’Alger que l’abbé Dubois arrive à Chavagnes en 1869 pour terminer l’œuvre de Joseph Bourrigaud.

Autres lieux et monuments :
- Trésor des Châtres : découvert en 1836, il s'agit d'un ensemble de masques d'argent, bassins, etc., provenant d'un ancien temple à Minerve. Souvent dit à tort "trésor de Notre Dame d'Allençon", il repose au Louvre[19].
- Moulins à cavier : moulin des Oisonnières et moulin de Milon[48].